# سيرم (مدينة)
سيرم (القازاقية: Сайрам) هي منطقة ريفية تقع في شرق شيمكنت على نهر سيرم سو، الذي ينبع من جبل سيرم سو القريب الذي يبلغ ارتفاعه 4000 متر. في العصور الوسطى، كانت المدينة والريف يقعان على ضفاف نهر آريس، الذي يتدفق إليه نهر سيرم سو. منذ عام 2018، أصبحت جزءًا من مدينة شمقنط. عدد السكان: 30,887 (حسب إحصاءات عام 2009) 25,408 (حسب إحصاءات عام 1999).
احتفلت المدينة بالذكرى السنوية الثالثة لتأسيسها في عام 1999. وهي من أقدم المدن في كازاخستان، فضلًا عن كونها واحدة من أقدم المدن المأهولة بالسكان بشكل مستمر في العالم، وموقع أول مسجد في كازاخستان، وبالمثل من بين أقدم المدن في بلاد ما وراء النهر تتميز مدينة سيرم اليوم بحفاظها على العمارة المبنية من الطوب اللبني والعمارة الإسلامية وغياب العمارة على الطراز السوفييتي. هناك العديد من الأضرحة التي يعود تاريخها إلى ما قبل القرن العشرين، ولا يزال يتم بناء المزيد منها.
كان علم الآثار في آسيا الوسطى نشطًا بعد غزوها من الإمبراطورية الروسية، لكنه لا يزال منطقة غير مدروسة نسبيًا. وقد أُنجزَت بعض الأعمال الميدانية في المدينة قبل وأثناء صعود الاتحاد السوفييتي، وهناك أيضًا اهتمام متجدد بالمدينة باعتبارها واحدة من أقدم المدن في دولة كازاخستان المستقلة. ومن بين الاكتشافات الأثرية البارزة وجود أدلة على وجود نظام سباكة مبكر مثل الأنواع الموجودة في سمرقند ومدن أخرى من الإمبراطوريات الفارسية المبكرة.
هناك مدينة أخرى تسمى سيرم في سنجان (إقليم الإيغور)، في الصين تقع بين كوتشا وأكسو، والتي، وفقًا للتقاليد المحلية، أسسها أسرى وقعوا في قبضة الكالماق.

## التاريخ
احتفلت مدينة سيرم الحديثة بمرور 3000 عام من استمرار السكن فيها في عام 1999. سيرم هي مدينة تقع على الحدود بين الأراضي الزراعية المروية ومراعي دشت قبجاق. تتمتع هذه المدينة بتاريخ طويل من الأهمية التجارية والسياسية باعتبارها مدينة حدودية وكانت موقعًا للعديد من الفتوحات والاستعادة.
فقدت سيرم أهميتها بشكل مطرد كمركز تجاري مهم بعد فترة من النمو السريع بسبب المحاربين الداخليين للإقطاعيين المحليين في بداية القرن الثامن عشر وتغير طرق التجارة العالمية لصالح الأوروبيين على المسلمين، ولا يوجد سوى قرية واحدة تحمل نفس الاسم في موقعها اليوم.

### أقدم التاريخ
وقد حاول بعض المؤرخين المحليين العثور على دليل على تاريخ ما قبل سيرم في الكتاب المقدس للديانة الزرادشتية. يقولون أن أول ذكر مسجل لسيرم موجود في الأفستا، الكتاب المقدس للزرادشتية. هناك العديد من الأسماء المذكورة، على الرغم من أنه من الممكن أن تشير إلى أشخاص، أو أماكن، أو مدن، أو معالم جغرافية. يذكر المؤرخ ريتشارد فراي أن "حتى التخمينات حول هويتهم لا تساعدنا في إعادة بناء التاريخ". الكلمة التي تظهر في الأفستا هي سايريم، والتي يعتقد بعض المؤرخين أنها تُعادل اسم سيرم. هناك ذكر لنهر، وأرض أو شعب يُدعى سيرسمي إليس، والتي تعني الشعب أو الأرض القريب من سيرم.

### قبل الإسلام
على الرغم من أن معظم آسيا الوسطى قبل الغزو المغولي والهجرات التركية كان جُل سكانه من الشعوب الإيرانية، إلا أن هذا لم يكن الحال في سيرم، ففي القرن السابع، كان الاتحاد التركي الغربي يتألف من خمس قبائل من قبيلة تولو وخمس قبائل من قبيلة نو شيه بي، والمعروفة بشكل جماعي باسم أون أوك (العشرة أسهم) وباسم شيه شينغ (العشرة عشائر) لدى الصينيين يقطن في سيرم (إسفيجاب). في عام 642، لجأ الخاقان (خان) من قبيلة تو لو التركية إلى إسفيجاب من نو شيه بي.
بعد طرد الطوائف المسيحية الضالة، جاء عدد كبير من المسيحيين إلى آسيا الوسطى والشرق. وكان أكبرهم النساطرة الذين حكم عليهم بالمؤبد في المجمع الأول في أفسس سنة 431م. كان هناك مجتمع من المسيحيين النساطرة في سيرم عندما وصل الإسلام إلى سيرم لأول مرة في عام 766 م والذين ظلوا على ديانتهم فترة طويلة حتى اعتنقوا الإسلام بعدها. وكانت البوذية منتشرة أيضًا في آسيا الوسطى في ذلك الوقت.

### الفتح الإسلامي
كانت سيرم بالفعل موقعًا تجاريًا مهمًا في القرون التي سبقت الفتح العربي. دخل الإسلام إلى سيرم والمدن المجاورة لها عن طريق مفرزة من الدعاة العرب والناطقين بالعربية من الأراضي التي اعتنقت الإسلام بالفعل في الجنوب. كانت سيرم، أو إسفيجاب كما كانت تُعرف آنذاك، بمثابة مدينة حدودية بين الأراضي الإسلامية والأتراك الوثنيين (تركستان).
كان الفتح العربي بقيادة إسكاك، المعروف اليوم في سيرم باسم إسكاك باب. وكان حامل لواء هؤلاء الجنود هو عبد العزيز. تحكي إحدى المخطوطات الباقية، والتي تحمل عنوان "نسبنامه"، كيف جاء المحاربون المسلمون بقيادة إسكاك باب إلى سيرم والتقوا بالبطريرك النسطوري لسيرم: نخيبر.

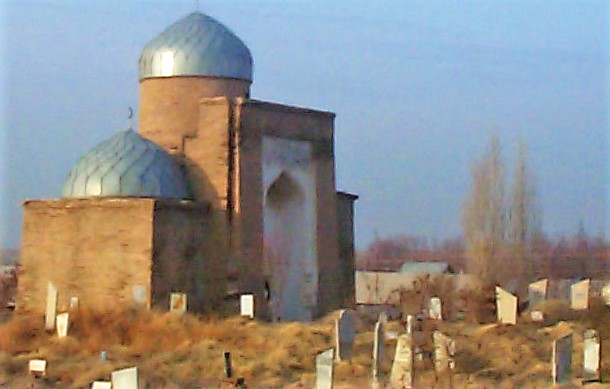
ضريح عبد العزيز بابا وسيت كزخان آتا ذو القباب الثلاث، والذي بُني في الأصل بأمر من تيمورلنك

دعا إسكاب باب نخيبار إلى الإيمان الحقيقي. فأجابه نخيبر: "أنا مسيحي من الجيل السبعين، وإيماني صحيح! ولذلك سأقاتلك". ودار قتال بالأيدي استمر ثلاثة أيام وليالٍ. لقد مات عشرة آلاف من الترسا النسطوريين وخمسة عشر ألفًا من الدعاة المسلمين من أجل إيمانهم. وكان حامل لواء القوات الإسلامية هو عبد العزيز.
وتستمر المخطوطة نفسها في وصف بناء إسكاك باب للمسجد الأول في سيرم، والذي سيكون أول مسجد في كازاخستان الحالية أيضًا.
"بعد ذلك، أنشأ مسجد جمعة في سيرم. ووضع حجر الأساس بيديه، ثم قدسه بالماء المقدس."

### تحت حكم السامانيين
في عام 840 م، استولى الزعيم الساماني لسمرقند نوح بن أسد على السيطرة على المدينة من الأتراك. وفي تلك السنة بنى نوح عليها سورًا لحمايتها من قبائل الأتراك البربرية في تركستان. بحلول هذا الوقت أصبحت المدينة مركزًا للسوق مزدهرًا عند تقاطع الأراضي البدوية والمستقرة. كما كانت أيضًا بمثابة محور رئيس في المنطقة الواسعة من الحصون الوقائية التي بنيت لحماية إمبراطورية السامانيين من الغزاة الرحل. وقد أحصى المقدسي هذه الحصون أو الرباطات بـ 1700. قاموا ببناء أسوار خارجية لحماية محاصيل السكان من الغزاة، لكن المدينة لم تكن مجرد موقع عسكري. قام التجار من بخارى وسمرقند ببناء خانات كبيرة لأنفسهم في سيرم.
وكانت سيرم أيضًا بمثابة الاتصال الرئيس بين الإسلام الساماني والأتراك الخاقانيين في توربان وكاشغر وكوتشا. كانت الطرق الجنوبية البديلة تحت سيطرة الفصائل المتنافسة، تاركة الطريق الرئيس شرقًا عبر فاراب وسيرم.
تعتبر مدينة سيرم ذات أهمية كبيرة لأنها حافظت على درجة من الاستقلال عن السامانيين، وظلت ملكًا للسلالة التركية المحلية. كان الحكام مدينين بثلاث علامات على الولاء للسامانيين: الخدمة العسكرية، وتقديم الهدايا الرمزية، واسم الحاكم الساماني على العملة المسكوكة. كانت مدينة سيرم في ذلك الوقت ثلث حجم مدينة باناكاث (التي أصبحت الآن في حالة خراب بالقرب من تشينووز الحالية، أوزبكستان)، المدينة الرئيسة في منطقة شاش المجاورة (طشقند الحالية).
كانت سيرم مقسمة إلى ثلاث مناطق، مثل غيرها من مناطق ذلك الوقت: القلعة ، والمدينة ، والرباط ، وكانت المنطقتان الأخيرتان محميتين بالأسوار. كانت جميع المنازل مبنية من الطوب اللبن. وكان مركز الحكومة (دار الإمارة)، والسجن، ومسجد الجمعة، كلها في قلب المدينة؛ مُشكلين بذلك ما يُسمى اليوم بوسط المدينة. كانت هناك أربع بوابات رئيسة للمدينة الداخلية، كل منها يحرسها رباط يحرسه غازيون (مقاتلون متطوعون من أجل الإيمان) جُندوا من بخارى وسمرقند . ويبدو أن حاكم سيرم مارس أيضًا بعض السلطة داخل السهوب، حيث ذكر المقدسي أن "ملك التركمان" في ردو القريبة كان يرسل الهدايا إلى أسفيجاب بشكل معتاد.

### في عهد القراخانيين
استولى القراخانيون على المدينة في عام 980، في عهد نوح الثاني من الدولة السامانية. في هذا الوقت، وفقًا للإصطخري، كانت المدينة تمثل الحدود بين القارلوق والأتراك الغزيّة. كانت سيرم جزءًا من خانية القراخانيين الشرقية التي كانت تتكون من ثلاث مدن: سيرم نفسها، وتالاس، وفرغانة. وقد سُكت العملات المعدنية هناك من الحكام القراخانيين. في السنوات الأولى من القرن السابع/الثالث عشر، يبدو أن المنطقة قد استولى عليها القبجاق من سيرداريا الوسطى، حيث دمر الخوارزمشاه علاء الدين محمد المنطقة الواقعة وراء سيرداريا لمنعها من الوقوع في أيدي الزعيم المغولي كوشلوغ.

### سيرم تحت حكم المغول
استولى المغول على مدينة سيرم باستخدام المنجنيق تحت قيادة سيت ألاهاي.
في عام 1220، غادر الراهب الطاوي تشيو تشوجي مسقط رأسه في مقاطعة شاندونغ في شمال الصين وسافر إلى بلاد فارس لتقديم نفسه أمام جنكيز خان. لقد سبقته شهرته كمثال متدين للعقيدة الطاوية، وحملته رحلاته عبر الطرق التي رممها المغول حديثًا، وهي الطرق التي كانت في حالة أفضل آنذاك مما كانت عليه عندما وصفها المستشرق الإمبراطوري الروسي في. في. بارتولد في أوائل القرن العشرين. سافر كوي تشوجي (تشان تشون، أو Чан-чунь في عمل بارثولد) عبر أرض الإيغور، عبر كولجا، ثم غبر زيتيسو، وعبر أولًا نهر تشو على جسر خشبي، ثم نهر طلاس على جسر حجري، قبل الوصول إلى سيرم في تشرين الثاني 1221. تم ذكر مدينة سيرم بتفصيل في كتاب رحلات إلى غرب تشيو تشانغ تشون، الذي سجله تلاميذه بعد عودة تشوجي إلى المنزل.
أقام جنكيز خان معسكره في سيرم، وانتظر وصول أبنائه في عام 1223. ولم تكن جارة سيرم إلى الغرب محظوظة إلى هذا الحد، وهي مدينة أوترار المنكوبة، والتي تسمى أيضًا أوترار أو فاراب، ومسقط رأس الفارابي، والتي دمرها الزعيم المغولي بالكامل.
كتب المؤرخ الشهير رشيد الدين (1247-1318) أن سيرم كانت تُعرف أيضًا باسم كاري سيلام (سيرم القديمة). كانت في ذلك الوقت مدينة كبيرة ذات أربعين بوابة، وكان عبور المدينة يستغرق يومًا كاملًا.

### سيرم في عهد تيمور
ومن غير الواضح متى سقطت المدينة تحت حكم تيمور. في عهد التيموريين، كانت سيرم مدينة حدودية مهمة ومركزًا للتجارة، ومنح تيمور حكم المدينة لحفيده ألغ بك. في عام 1404، قضت الجناح الأيمن من قوة تيمورلنك الغازية المتجهة إلى الصين الشتاء في سيرم وطشقند وباناكاث. وكتب عبد الرزاق أنه في عام 1410 حاصرت قوات المغول قلعة سيرم، وبحلول نهاية القرن الخامس عشر أعطيت ليونس خان من مغولستان، حيث كان ابنه يحكم هناك في عام 1496.
خلال عهد أسرة مينغ، أرسل الإمبراطور يونغلي المبعوث تشين تشنغ إلى خانات تيمور، ثم خصص بعد ذلك فصلًا واحدًا من كتابه سجل البلدان البربرية في المنطقة الغربية لسيرم.
مع اقتراب نهاية الحكم التيموري، في منتصف القرن الخامس عشر، تعرضت سيرم لغارات منتظمة (إلى جانب تركستان) من الأمير المغولي مير حق بردي بيكيشيك.

### سيرم تحت قيادة محمد الشيباني
استولى شيباني خان على سيرم عام 1503. ومع قدوم القوة الأزبكية إلى المنطقة، سقطت سيرم في يد محمد شيباني خان مع بقية المنطقة. ومع ذلك، ظل السلام في المنطقة بعيد المنال. سرعان ما ازدادت قوة القزاقيين (الكازاخاستانيين) وأصبحت سيرم هدفًا مشتركًا للغارات والحروب بين الكازاخستانيين والأوزبك والقلماق.

### سيرم تحت حكم الكازاخيين والزنغهار

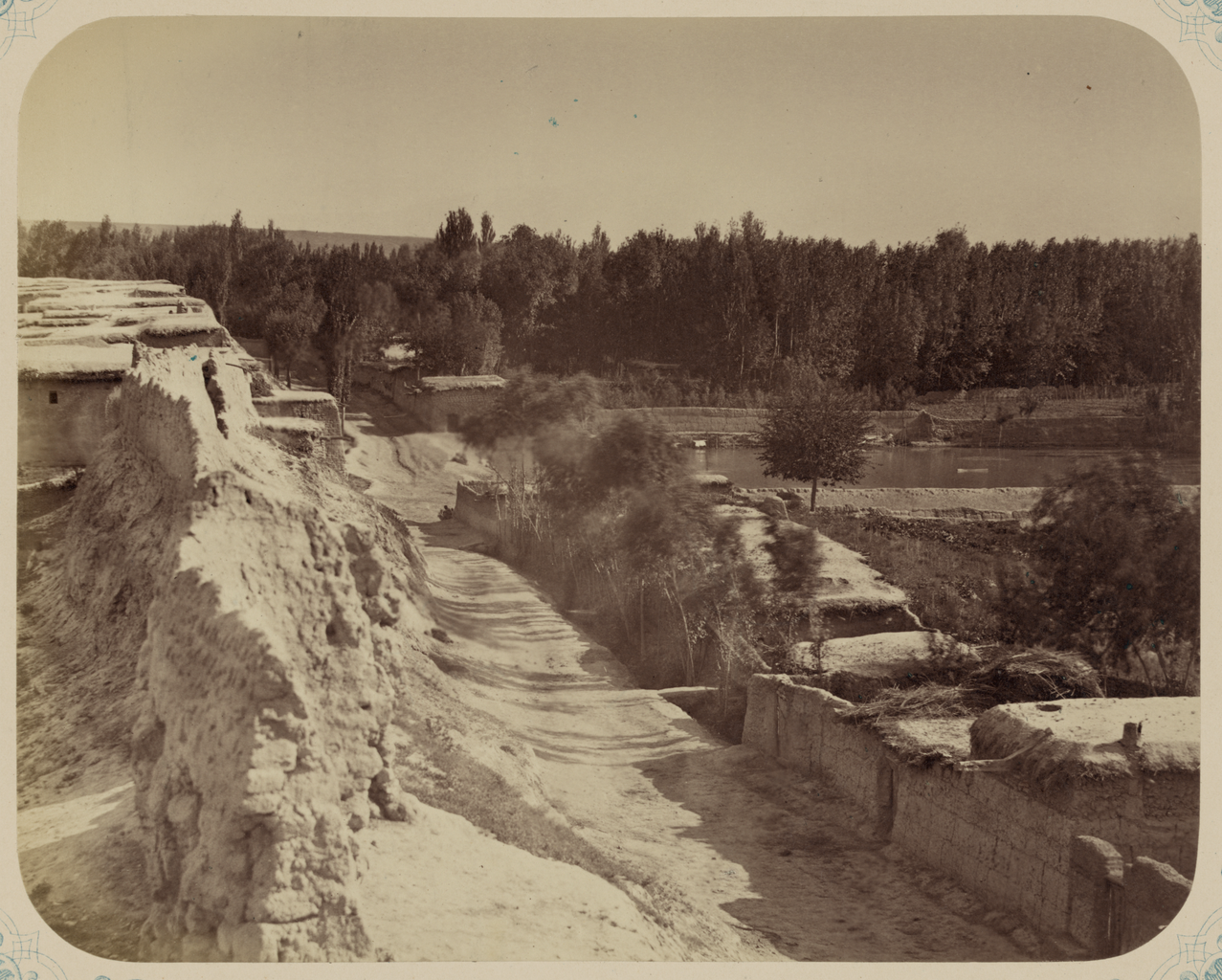
سيرم في تسعينيات القرن التاسع عشر

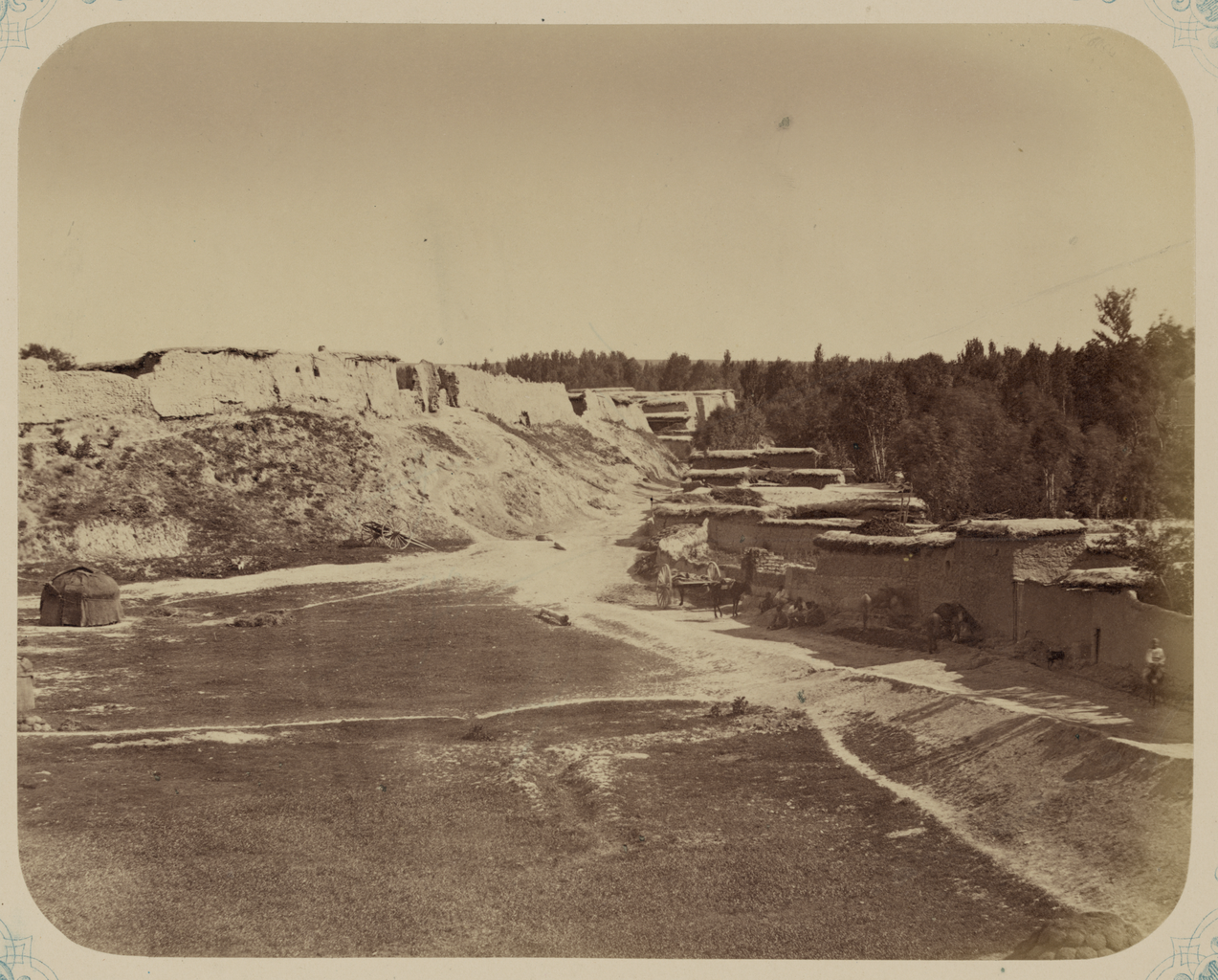
1890: تدمير أسوار المدينة المنورة (المدينة الداخلية)

في عام 1512، سُلمَت مفاتيح المدينة إلى قاسم خان، خانُ الكازاخستانيين عندما جاء إلى المدينة. في رواية بابور، لم يكن هناك خان محترم أو ذو سلطة مثل قاسم، الذي كان قادرًا على قيادة أكثر من 300 ألف رجل.
قاد منصور خان قوة أوزبكية ضد الكازاخستانيين في عام 1522 ردًا على غاراتهم من منطقة سيرم إلى فرغانة. لقد أدى فشل هذه الحملة في السيطرة على الغارات الكازاخستانية إلى إنهاء محاولات الأوزبك للسيطرة على سيرم ومنطقتها.
لقد شهد صعود مجموعة عشائر أويرات إلى ما أصبح يعرف باسم خانات زونغار في القرن السابع عشر خروج الكثير من ما هو الآن جنوب كازاخستان من سيطرة الخانات الكازاخستانيين. زعم المؤرخ بارثولد أنه فقط بعد أن نجح جالدان بوشوغتو خان، خونغ تايجي من الزونغهار، في غزو وتدمير قوة سيرم، قام بنقل معسكره غربًا إلى وادي إيلي، مما ضمن سيطرته على زيتيسو شرق سيرم. أرسل جالدان قوات ضد سيرم في عام 1681، والتي لابد وأنها لم تنجح لأنها عادت في عام 1683، عندما أخبرنا بارثولد أن قائده رابتان (ربما تسيوانج رابتان) استولى على المدينة ودمرها.
أعيد بناء سيرم ببطء، على الأرجح بدعم من تجار آسيا الوسطى وقيادة الكازاخستانيين. وتأتي هذه المعرفة من حقيقة أن المدينة تظهر مرة أخرى كهدف لعدوان زونغار بعد أربعين عامًا.
في عام 1723، وهو عام هروب الكازاخ، وقعت سيرم وتركستان وطشقند تحت سيطرة القلماق وظلت تحت سيطرتهم حتى تدميرها على يد الصينيين في عام 1758.

### سيرم تحت خانية خوقند
استولَت أسرة مينغ على سيرم من خانية خوقند في عام 1810. ثار السكان المحليون القازاق، وربما السكان المستقرون المحليون، ضد سيطرة قوقند في عامي 1820 و1821. لم يكن هناك ذكر يذكر لسيرم في التاريخ الإقليمي حتى سقوطها في أيدي الروس في عام 1864، وفي ذلك الوقت كانت مدينة تشيمكنت القريبة قد بدأت بالفعل في التفوق على سيرم من حيث الأهمية المحلية.

### سيرم تحت حكم الروس
بعد الغزو الروسي في عام 1864، تم تأسيس عدة قرى جديدة حول سيرم. وقد وجدها أ. أ. غير (I. I. Geier) وهو صحفي ومؤرخ روسي محلي كتب في العقد الأول من القرن العشرين، مزدهرة، على الرغم من أن سيرم كانت لا تزال مشهورة بسوق القمح المتفوق، وسوق الخيول، والخلفية التاريخية، والعديد من المقابر.

### سيرم في ظل الاتحاد السوفيتي
خلال فترة ترسيم الحدود الوطنية، كانت منطقة سيرم في وقت ما جزءًا من جمهورية تركستان السوفيتية الذاتية الحكم. في ذلك الوقت، كانت غالبية أراضي كازاخستان الحديثة، بما في ذلك مناطق السهوب، جزءًا من جمهورية قيرغيزستان السوفييتية المستقلة. بعد هذه الفترة من رسم الحدود وإعادة رسمها، أصبحت سيرم في نهاية المطاف جزءًا من جمهورية كازاخستان السوفيتية الاشتراكية. وقد ظلَّت في الدولة المستقلة التالية الخلف لجمهورية كازاخستان السوفييتية الاشتراكية: كازاخستان.

## التركيبة السكانية

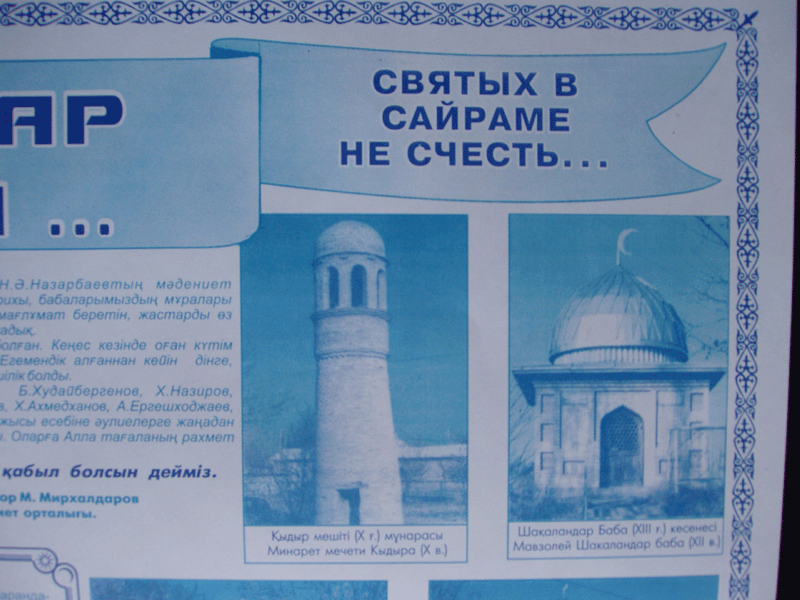
مئذنة سيرم التاريخية لمسجد كيدير السابق

يبلغ عدد سكان البلاد أكثر من 40 ألف نسمة، 95% منهم من الأوزبك، و3% من الكازاخ، و1% من الروس، والباقي من الأذربيجانيين الناطقين بالأوزبكية، والشيشان، والطاجيك. تعتبر مدينة سيرم مدينة للمسلمين الملتزمين، ويمكن سماع الأذان من مساجد المدينة.
نظرًا لأن اقتصاد كازاخستان أقوى بكثير من اقتصاد أوزبكستان، فقد شهدت سيرم زيادة في أعداد العمال المهاجرين من أوزبكستان، بالإضافة إلى أولئك القادمين للإقامة كمقيمين دائمين.

### المجموعات العرقية
المواطنون في سيرم الحديثة هم من العرق الأوزبكي. هناك أقلية صغيرة من العرقيات الأخرى، معظمهم من الكازاخستانيين.

## معرض الصور
المعالم السياحية الرئيسة:

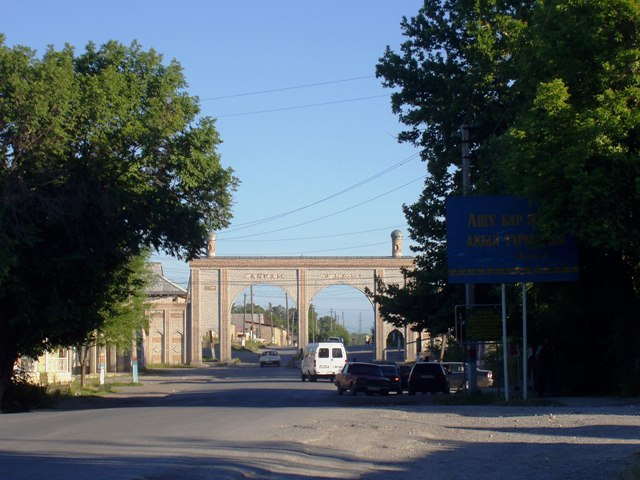
البوابة الرئيسة لسيرم
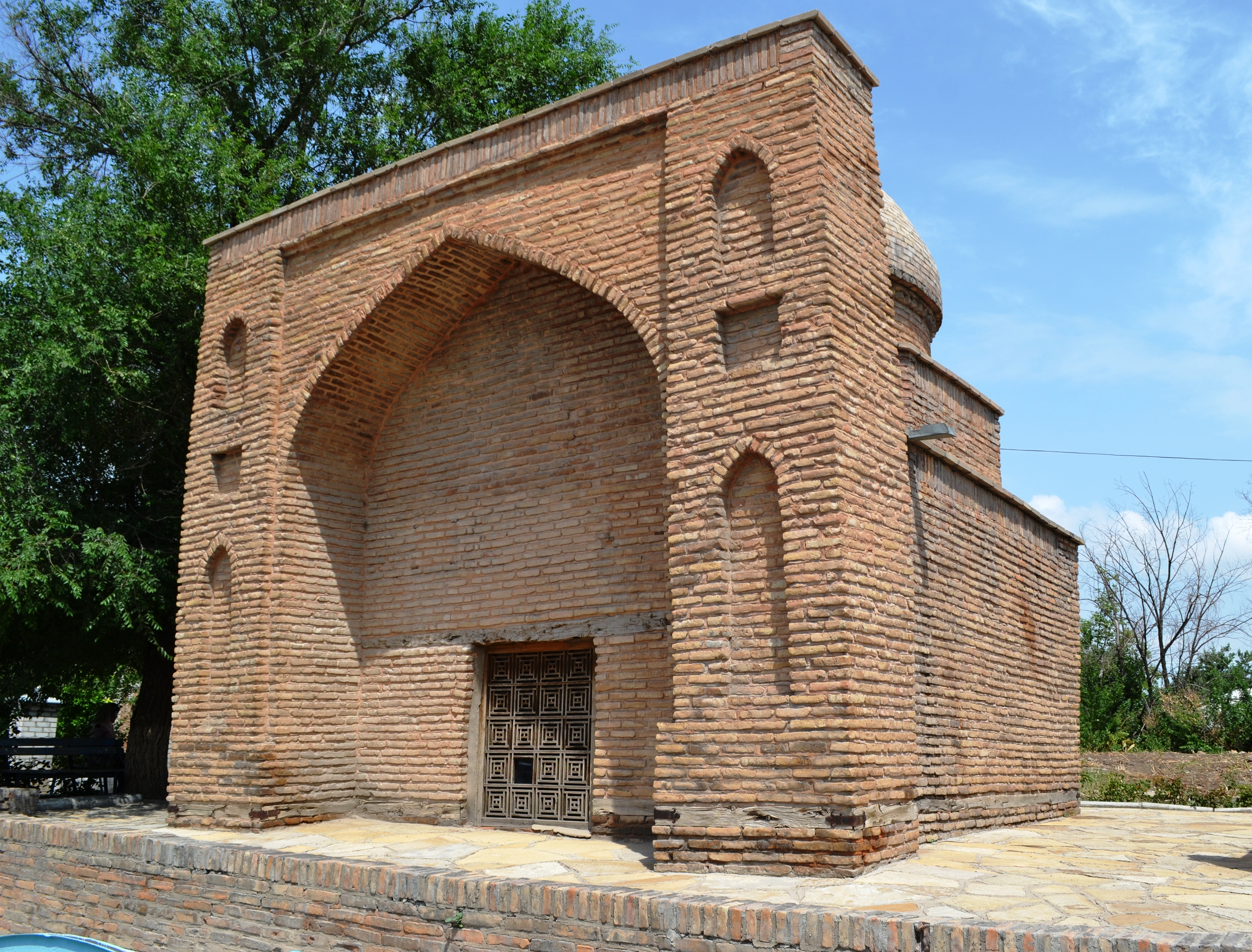
ضريح كاراشاش آنا
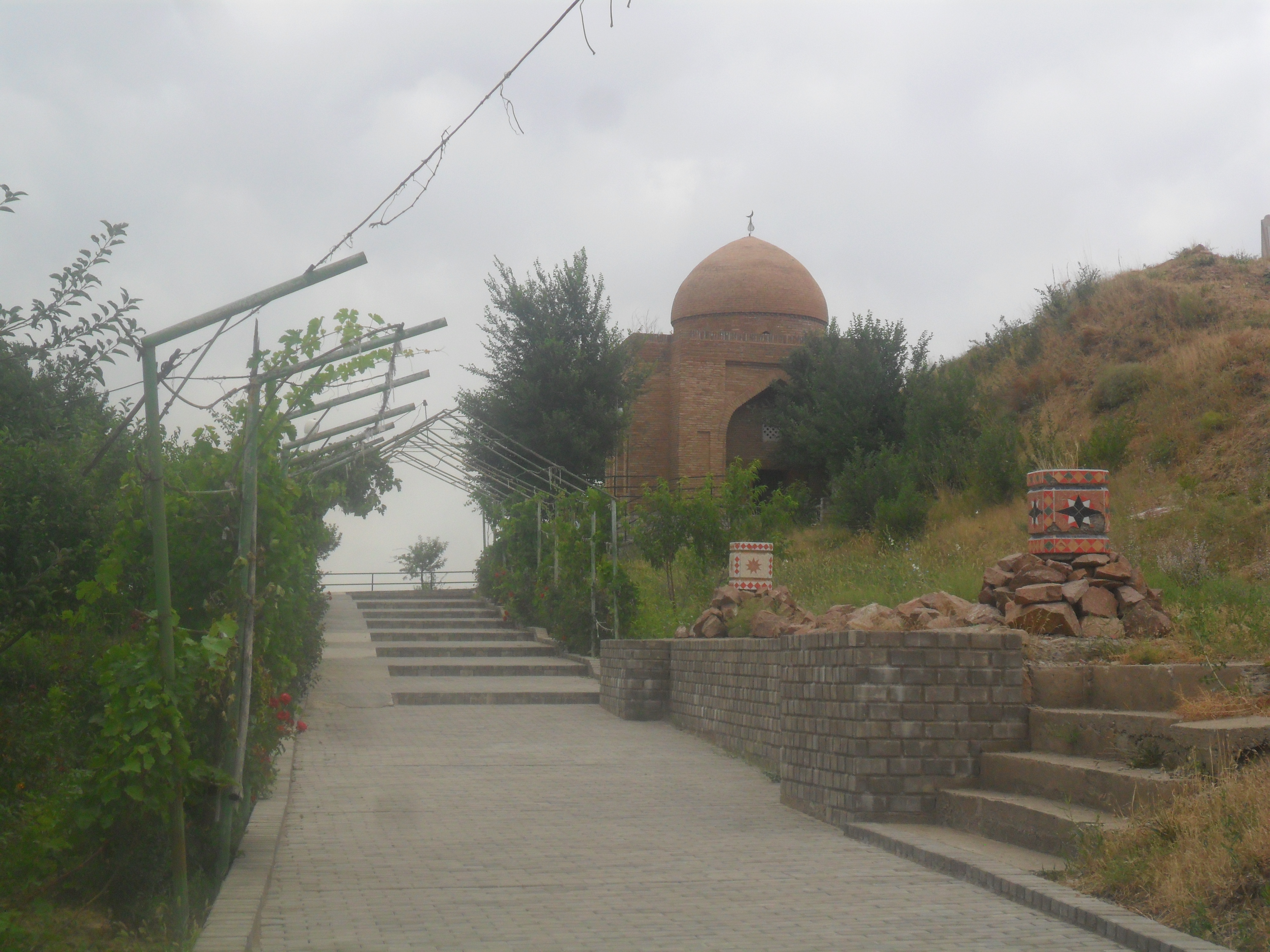
ضريح إبراهيم عطا
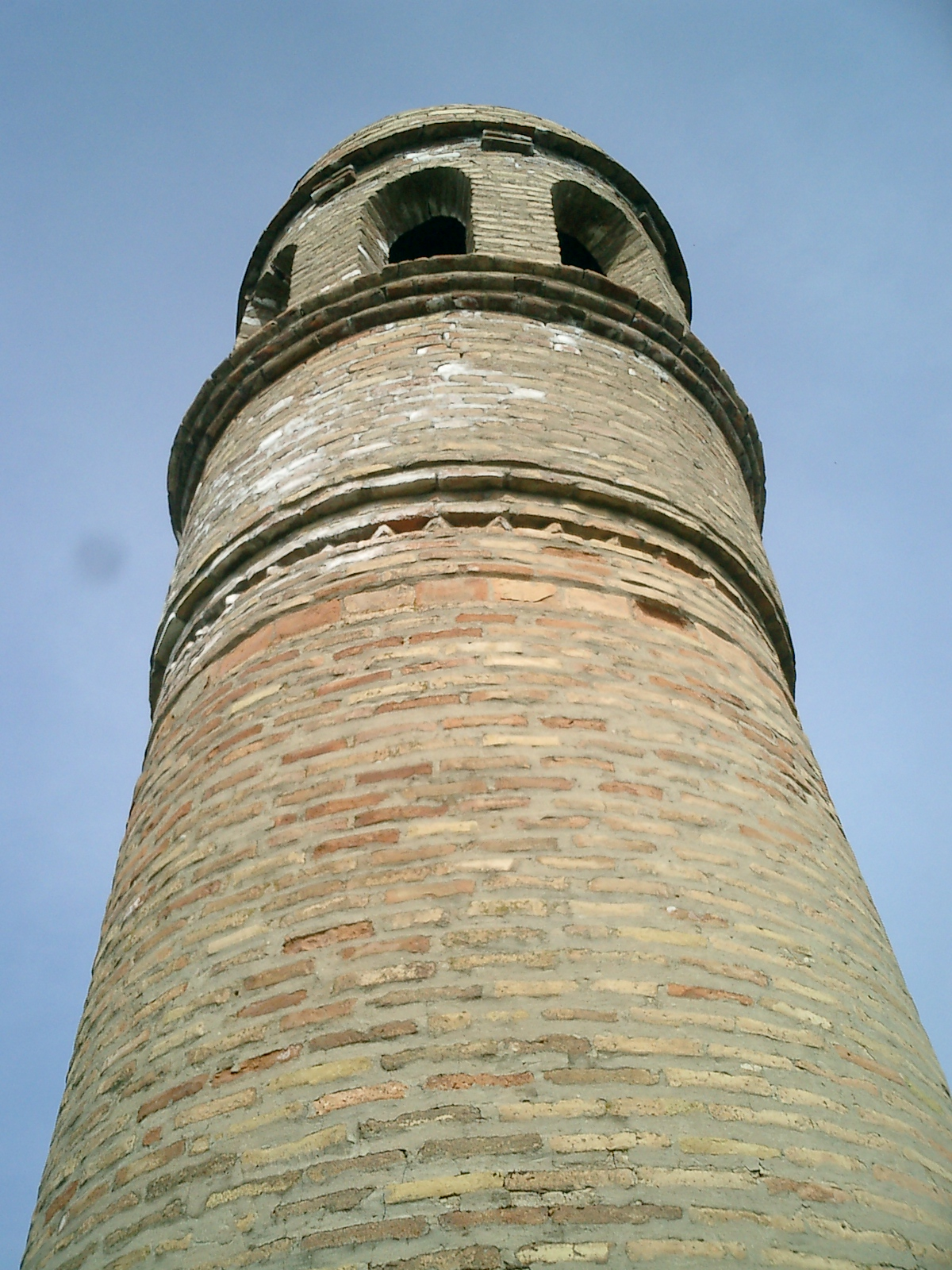
مئذنة مسجد كيدير، القرن العاشر. يبلغ ارتفاعه حوالي 45 قدمًا (15 مترًا)
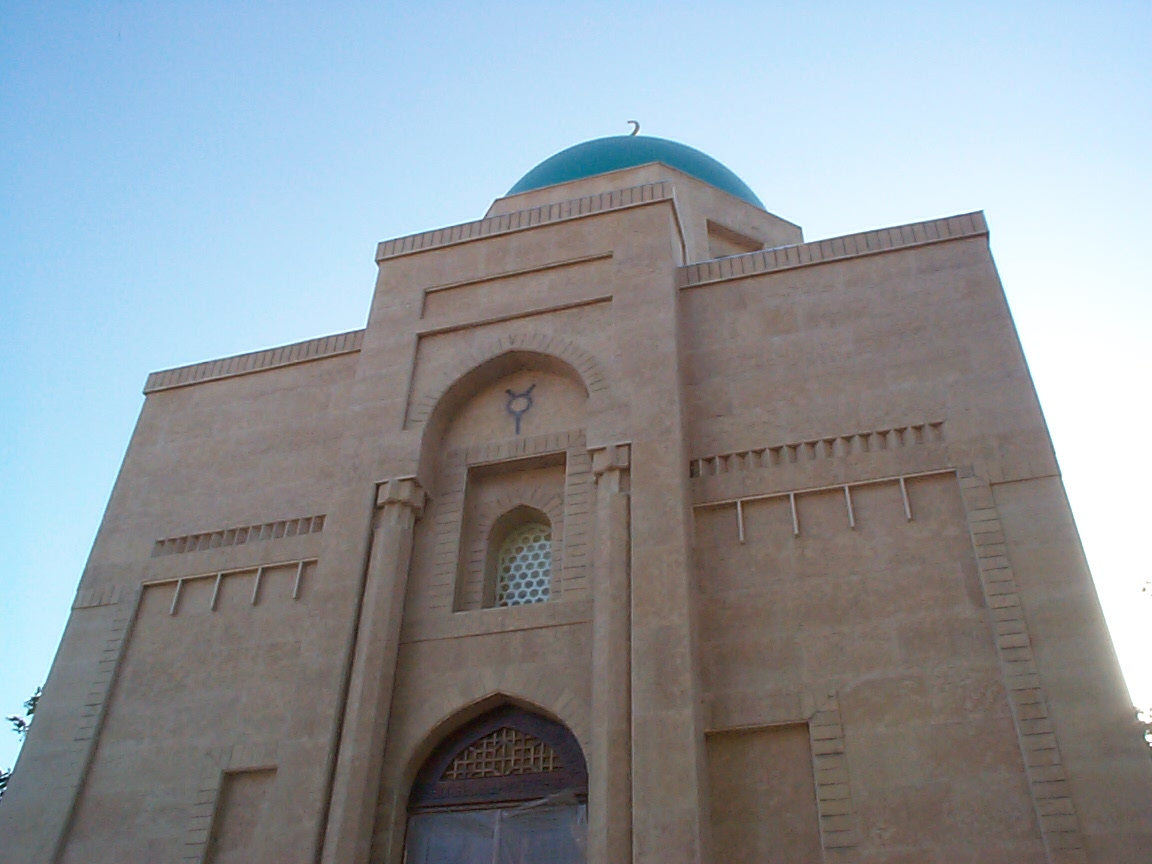
بُني أحدث ضريح في سيرم اليوم وانتهى في عام 2005 لبوتباي عطا
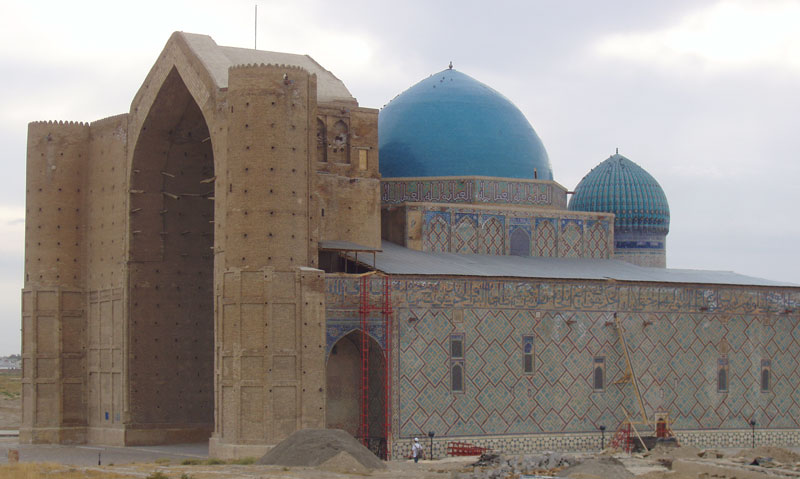
ضريح أحمد يسوي، الذي يحمل أكبر قبة في آسيا الوسطى، ويقع في تركستان القريبة

## طالع أيضًا
- تاريخ كازاخستان
- أحمد يسوي
- كازاخستان
- طريق الحرير